# Ritratto di Giulia da Varano
Il Ritratto di Giulia da Varano è un dipinto a olio su tela di Tiziano e bottega, databile al 1545-1547 e conservato nella Galleria Palatina di Firenze.

## Storia e descrizione
Il ritratto di Giulia da Varano venne commissionato all'artista dal marito della duchessa, Guidobaldo II della Rovere, duca di Urbino. Tiziano aveva già lavorato per lui e per la sua famiglia, creando alcuni capolavori come la Venere di Urbino e i ritratti dei suoi genitori, di Francesco Maria della Rovere e di Eleonora Gonzaga della Rovere.
L'opera venne eseguita nel laboratorio veneziano dell'artista, che non aveva mai veduto il soggetto. Da Urbino fu inviato uno schizzo della donna: i ritratti femminili nel pieno Cinquecento si avviavano dopotutto a diventare sempre più idealizzati e generici. Nonostante ciò Pietro Aretino lodò l'opera per come esprimesse anche le qualità morali della donna: probabilmente si riferiva ai simboli sparsi, piuttosto che a una componente psicologica, che in questo caso è per lo più tralasciata. 
Tiziano usò il cartone del ritratto di Eleonora Gonzaga della Rovere, aggiornando lo stile del vestito, la fisionomia della donna e semplificando lo sfondo, che qui è scuro con una finestrella in cui si intravede un tramonto.
La duchessa è seduta e indossa un sontuoso vestito di velluto rosso, con maniche estraibili, inserti in seta e ricami dorati. Numerosi gioielli alludono alla purezza della sposa, maritata giovanissima, quali le perle che pendono dagli orecchi, che sono cucite nella cuffia. Il vestito che copre le spalle, senza scollo, era sinonimo di pudicizia e moralità. 
Al collo scende una catena d'oro con un grosso pendente recante un rubino, uno zaffiro e uno smeraldo, oltre a una grossa perla a goccia: si tratta di un tipo di gioiello che pure alludeva alle qualità di una sposa, presente in alti ritratti femminili del Rinascimento, come in quello di Maddalena Strozzi di Raffaello. Un'altra catena dorata fa da cintura e vari anelli decorano le mani della duchessa.
Con la mano destra regge un mazzetto di roselline: si tratta di riferimento alla famminilità e alla sensualità della sposa, presente identico in altre opere di Tiziano come la Flora e la citata Venere di Urbino.